# Túnel do Cristo Redentor
O Túnel do Cristo Redentor (Túnel del Cristo Redentor, em espanhol) é um túnel que liga Argentina e Chile na região conhecida como Paso Libertadores, na cordilheira dos Andes. Localiza-se entre a província argentina de Mendoza e a província chilena de Los Andes, na região de Valparaíso. Recebe esse nome pois próximo a ele encontra-se a estátua do Cristo Redentor dos Andes.

O túnel situa-se a 3175 m de altitude e tem 3080 metros de extensão, dos quais 1564 correspondem ao território chileno e 1516 ao argentino. Foi aberto em 1980 e corre ao lado de um túnel similar, construído no início do século XX para o Ferrocarril Trasandino Los Andes-Mendoza. Devido à altitude em que se encontra, a passagem pelo túnel é dificultada nos meses de inverno pelas fortes nevadas que afetam essa zona da cordilheira.

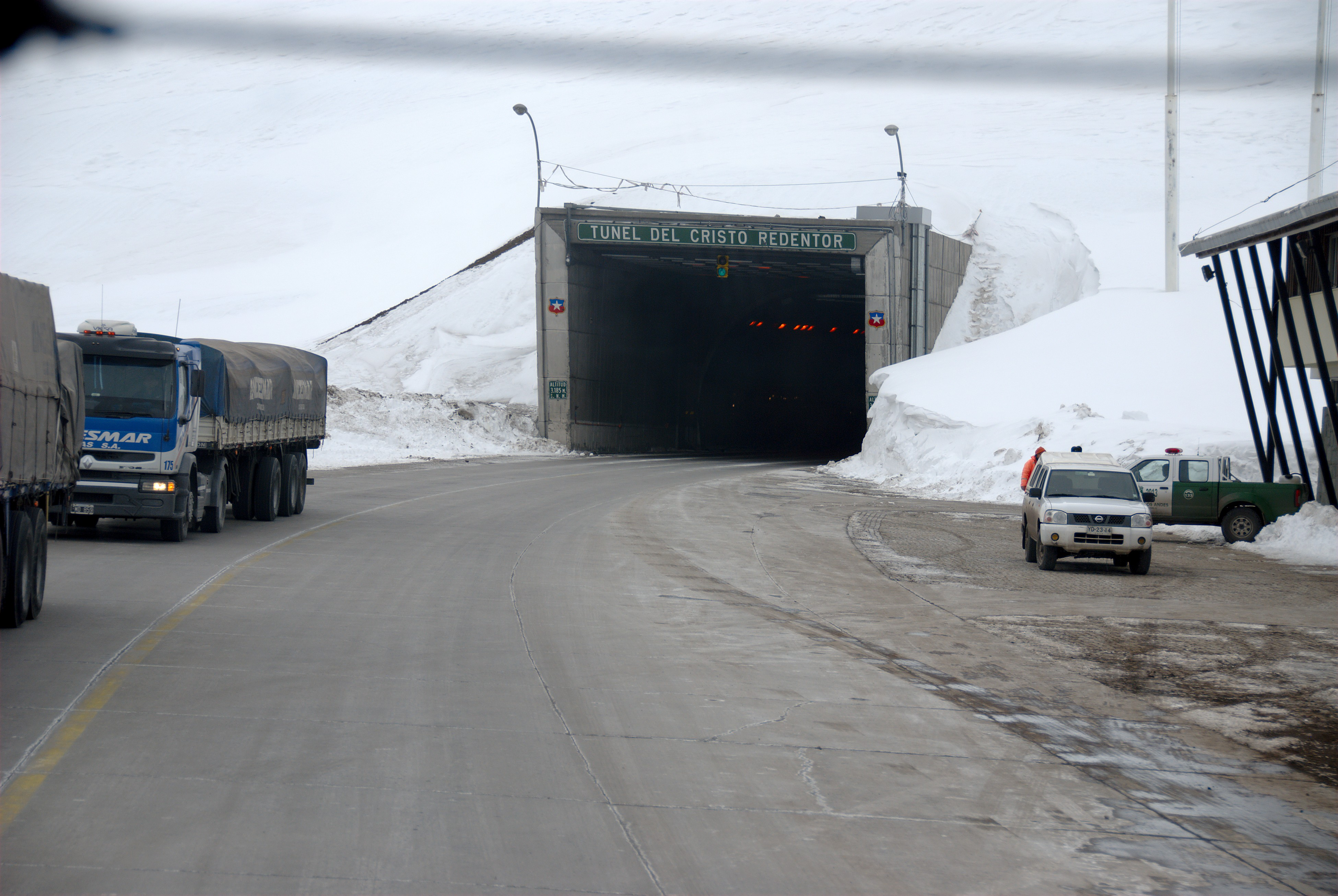
Lado chileno do túnel.

Alguns dos desafios comuns enfrentados em projetos de túneis de grande escala:
1. Condições geológicas e     climáticas: A     construção em altas altitudes e em uma região montanhosa como a     Cordilheira dos Andes apresenta desafios únicos. As condições climáticas extremas, incluindo nevascas pesadas no     inverno, podem dificultar o trabalho1.
2. Logística: O transporte de materiais e equipamentos para o local da     construção pode ser um desafio significativo, especialmente em áreas remotas     ou de difícil acesso1.
3. Segurança: Garantir a segurança dos     trabalhadores é sempre uma prioridade em qualquer projeto de construção. Isso pode ser particularmente desafiador em projetos de túneis,     onde os riscos podem incluir deslizamentos de terra, inundações e a     presença de gases perigosos1.
4. Impacto ambiental: Minimizar o impacto     ambiental da construção é uma consideração importante, especialmente em     áreas de beleza natural ou importância ecológica.